# Lee Tae-hyung (astronomo)
Lee Tae-hyung (in coreano: 이태형?, I Tae-hyeongLR; 11 dicembre 1964) è un astronomo amatoriale sudcoreano di professione imprenditore.
Laureatosi in chimica all'Università di Seul nel 1987, ha successivamente conseguito il master in ingegneria nel 1993.
Il Minor Planet Center gli accredita la scoperta dell'asteroide 23880 Tongil effettuata il 23 settembre 1998.